# Wiktor Hein
Wiktor Jan Hein (ur. 14 grudnia 1884 we Lwowie, zm. 1940 w ZSRR) – podpułkownik artylerii Wojska Polskiego.

## Życiorys
Urodził się 14 grudnia 1884 we Lwowie jako syn Franciszka.
W rezerwie artylerii polowej i górskiej C. K. Armii został mianowany kadetem z dniem 1 stycznia 1907, a potem podporucznikiem z dniem 1 stycznia 1910. Był przydzielony do 31 pułku armat polowych w Stanisławowie. Podczas I wojny światowej został awansowany na stopień porucznika w rezerwie artylerii polowej i górskiej z dniem 1 maja 1915 i pozostawał nadal z przydziałem do macierzystego Pułku Armat Polowych nr 31, który w 1916 został przemianowany na Pułk Armat Polowych Nr 30, a dwa lata później na Pułk Artylerii Polowej Nr 30.
Po zakończeniu wojny i odzyskaniu przez Polskę niepodległości 1918 został przyjęty do Wojska Polskiego. Został awansowany na stopień majora artylerii ze starszeństwem z dniem 1 czerwca 1919. Pełnił służbę w 24 pułku artylerii polowej w Jarosławiu, gdzie w 1923 był p.o. zastępcy dowódcy pułku. Następnie 31 marca 1924 został awansowany na podpułkownika ze starszeństwem z dniem 1 lipca 1923 i 12. lokatą w korpusie oficerów artylerii. W 1924 był etatowym zastępcą dowódcy 24 p.a.p.. 26 kwietnia 1928 został przeniesiony macierzyście do kadry oficerów artylerii z równoczesnym przydziałem do 2 dywizjonu pociągów pancernych w Niepołomicach na stanowisko dowódcy dywizjonu. 23 grudnia 1929 został przeniesiony do 3 pułku artylerii ciężkiej w Wilnie na stanowisko dowódcy pułku. 9 grudnia 1932 został zwolniony ze stanowiska dowódcy i przeniesiony do dyspozycji dowódcy Okręgu Korpusu Nr III z zachowaniem dotychczasowego dodatku służbowego. Z dniem 31 grudnia 1932 został przeniesiony w stan spoczynku. W 1934 pozostawał w ewidencji Powiatowej Komendy Uzupełnień Lwów Miasto. Posiadał przydział do Oficerskiej Kadry Okręgowej Nr VI i był wówczas „przewidziany do użycia w czasie wojny”.
Po wybuchu II wojny światowej i agresji ZSRR na Polskę z 17 września 1939 na terenach wschodnich II Rzeczypospolitej został aresztowany przez sowietów. W 1940 został zamordowany przez NKWD. Jego nazwisko znalazło się na tzw. Ukraińskiej Liście Katyńskiej opublikowanej w 1994 (został wymieniony na liście wywózkowej 55-5/23 oznaczony numerem 640). Ofiary tej części zbrodni katyńskiej zostały pochowane na otwartym w 2012 Polskim Cmentarzu Wojennym w Kijowie-Bykowni.

## Ordery i odznaczenia
- Krzyż Walecznych (1921)[28]
- Złoty Krzyż Zasługi (10 listopada 1928)[29]

- Srebrny Medal Zasługi Wojskowej na wstążce Krzyża Zasługi Wojskowej z mieczami (Austro-Węgry, dwukrotnie, przed 1918)[15]
- Brązowy Medal Zasługi Wojskowej na wstążce Krzyża Zasługi Wojskowej (Austro-Węgry, przed 1916[13], z mieczami przed 1918[15])